# Микропровод
Микропровод — эмалированный провод малого диаметра (0,05 мм и менее; толщина изоляции до 4 мкм) для изготовления обмоток электрических микромашин, катушек измерительных и регулирующих приборов.
Применяется для намотки индуктивностей, создания датчиков, защитных покрытий, идентификационных меток (на товарах и документах), в качестве точечных электродов.
Микропровода из сплава с высоким электрическим сопротивлением применяются для изготовления малогабаритных прецизионных проволочных резисторов.

## Провода марки ППСМ
Изготавливаются из манганина в сплошной стеклянной изоляции. Диаметр провода (по металлу) 6…10 мкм.
| Сопротивление 1 м провода, Ом | Диаметр (наружный), мкм |
| ----------------------------- | ----------------------- |
| 15000 ± 2500                  | 14                      |
| 11000 ± 1500                  | 16                      |
| 8000 ± 1500                   | 17                      |
| 5500 ± 1000                   | 18                      |
| 4000 ± 500                    | 20                      |

## Изготовление
Микропровода в стеклянной оболочке изготавливают литьём по методу Улитовского.